# Gérard Kloppel
 (juillet 2015).
Gérard Kloppel est un psychologue français, né à Puteaux le 5 mars 1940 et mort le 6 octobre 2008 à Châteaurenard (Bouches-du-Rhône). Franc-maçon, il a marqué l'histoire moderne du rite de Memphis-Misraïm, mais aussi celle du martinisme.

## Biographie

### Études
Il suit d'abord un cursus d'ingénieur avant de s'orienter vers les sciences sociales. Diplômé de l’École des hautes études en sciences sociales, titulaire d’un DEA de psychopathologie et psychiatrie sociale, Gérard Kloppel s’est beaucoup intéressé à la psychologie de l’enfant, et sa thèse de doctorat, soutenue en 1983 à l’Université René Descartes de Paris, était intitulée Milieu familial et étiologie des conduites déviantes chez le jeune adulte français.

### Parcours professionnel
Il exerça comme psychothérapeute et fut chargé de cours à l’Université de Paris XI.

### Franc-maçonnerie
Gérard Kloppel a été initié en 1963 dans la loge Papus de la Grande Loge de France, puis deux ans plus tard il rejoint le Rite de Memphis-Misraïm de Robert Ambelain, où la loge Hermès le passe compagnon, le 24 avril 1965, et maître, le 21 janvier 1966. Chevalier Rose-croix, le 4 décembre 1972, 33e, le 2 avril 1976, 66e – 90e – 95e du même rite, le 3 avril 1976, le 4 novembre 1976, il est désigné grand maître des cérémonies par Robert Ambelain. Les 26 et 27 novembre 1983, un convent du même rite le nomme grand maître mondial substitut, en succession et selon le vœu de Robert Ambelain. Grand maître adjoint pour la France, le 30 juin 1984, il sera désigné comme grand maître pour la France et grand maître mondial du même rite, le 1er janvier 1985. De même, Gérard Kloppel sera nommé par Robert Ambelain comme son successeur à la présidence du Suprême Conseil des rites confédérés pour la France et ses dépendances, le 4 juillet 1985.
Il démissionnera de sa charge en 1998, transmettant la grande maîtrise mondiale à Cheikna Sylla, mais le 2 mars 2000, à Bruxelles, Gérard Kloppel organisa un Souverain Sanctuaire International qui décida de destituer Cheikna Sylla. Cette destitution est considérée comme nulle et non avenue par Cheikna Sylla et son successeur au sein de l'ordre maçonnique international du Rite ancien et primitif de Memphis-Misraim, Willy Raemakers. Ce dernier prit le 26 janvier 2008 un décret de radiation du rite de Gérard Kloppel.
Le 12 juillet 2007, bien qu'ayant démissionné de ses charges maçonniques, Gérard Kloppel participa à la création d'une association dénommée « Confédération Internationale Franc-Maçonnique »

### Martinisme
Gérard Kloppel prend aussi la succession d'Ambelain au sein de l'Ordre Martiniste initiatique, sous le nom de Sâr Signifer.
Le 29 juin 2008, quelques mois avant son décès, il créera à Bordeaux  l'Ordre Martiniste des rites unis. Il ne souhaitait pas le réveil de l'Ordre Martiniste initiatique, tombé alors dans un profond sommeil. Une restauration totale s'imposait nécessitant selon lui un renouvellement complet des structures du martinisme. Il souhaitait allier les deux grands courants du Martinisme : le Martinisme de Papus et le Martinisme Russe.
Il fit aussi partie du Groupe de Thèbes, avec Rémi Boyer, Triantaphyllos Kotzamanis, Robert Amadou, Jean-Pierre Giudicelli de Cressac Bachelerie, Massimo Introvigne, Christian Bouchet, Paolo Fogagnolo, Jean-Marie d’Ansembourg et d'autres.
Gérard Kloppel est inhumé à Châteaurenard.